# Criptocromo
Criptocromos (do grego κρυπτός χρώμα, "cor oculta") são uma classe de flavoproteínas encontradas em plantas e animais sensíveis à luz azul. Eles estão envolvidos nos ritmos circadianos e na detecção de campos magnéticos em várias espécies. O nome criptocromo foi proposto como uma aglutinação combinando a natureza cromática do fotorreceptor e os organismos criptogâmicos nos quais muitos estudos de luz azul foram realizados.
Os dois genes Cry1 e Cry2 codificam as duas proteínas criptocromo CRY1 e CRY2. Em insetos e plantas, CRY1 regula o relógio circadiano de forma dependente da luz, enquanto que em mamíferos, CRY1 e CRY2 atuam como inibidores independentes de luz dos componentes CLOCK-BMAL1 do relógio circadiano. Nas plantas, a fotorrecepção de luz azul pode ser usada para apontar sinais de desenvolvimento. Além das clorofilas, os criptocromos são as únicas proteínas conhecidas por formar pares radicais fotoinduzidos in vivo.
Os criptocromos têm sido o foco de vários esforços atuais em optogenética. Empregando a transfecção, estudos iniciais em leveduras capitalizaram o potencial da heterodimerização de Cry2 para controlar processos celulares, incluindo a expressão gênica, pela luz.

## Descoberta
Embora Charles Darwin tenha documentado pela primeira vez as respostas das plantas à luz azul na década de 1880, não foi até a década de 1980 que a pesquisa começou a identificar o pigmento responsável. Em 1980, os pesquisadores descobriram que o gene HY4 da planta Arabidopsis thaliana era necessário para a sensibilidade da planta à luz azul e, quando o gene foi sequenciado em 1993, apresentou alta homologia de sequência com a fotoliase, uma proteína de reparo do DNA ativada pela luz azul. Em 1995, ficou claro que os produtos do gene HY4 e seus dois homólogos humanos não exibiam atividade de fotoliase e eram, em vez disso, uma nova classe de fotorreceptores de luz azul hipotetizados como sendo fotopigmentos circadianos. Em 1996 e 1998, homólogos de Cry foram identificados em Drosophila e camundongos, respectivamente.

## História evolutiva e estrutura
Criptocromos (CRY1, CRY2) são proteínas evolutivamente antigas e altamente conservadas que pertencem à superfamília das flavoproteínas que existe em todos os reinos da vida. Todos os membros desta superfamília têm as características de um domínio de homologia de fotoliase N-terminal (PHR). O domínio PHR pode se ligar ao cofator flavina adenina dinucleotídeo (FAD) e a um cromóforo coletor de  luz. Os criptocromos são derivados de e intimamente relacionados às fotoliases, que são enzimas bacterianas as quais são ativadas pela luz e envolvidas no reparo de danos no DNA induzidos por UV. Em eucariotos, os criptocromos não retêm mais essa atividade enzimática original. A estrutura do criptocromo envolve uma dobra muito semelhante à da fotoliase, com uma única molécula de FAD ligada de forma não covalente à proteína. Essas proteínas têm comprimentos e superfícies variáveis na extremidade C-terminal, devido às mudanças no genoma e na aparência que resultam da falta de enzimas de reparo do DNA. O gráfico de Ramachandran mostra que a estrutura secundária da proteína CRY1 é principalmente uma alfa-hélice destra com pouca ou nenhuma sobreposição estérica. A estrutura de CRY1 é quase inteiramente composta por alfa-hélices, com vários laços e poucas folhas beta. A molécula é organizada como um feixe ortogonal.

## Função

### Fototropismo
Nas plantas, os criptocromos mediam o fototropismo, ou crescimento direcional em direção a uma fonte de luz, em resposta à luz azul. Esta resposta é agora conhecida por ter seu próprio conjunto de fotorreceptores, as fototropinas.
Ao contrário dos fitocromos e fototropinas, os criptocromos não são quinases. Seu cromóforo de flavina é reduzido pela luz e transportado para o núcleo da célula, onde afeta a pressão de turgescência e causa o alongamento subsequente do caule. Para ser específico, Cry2 é responsável por cotilédones mediados por luz azul e expansão foliar. A superexpressão de Cry2 em plantas transgênicas aumenta a expansão dos cotilédones estimulada pela luz azul, o que resulta em muitas folhas largas e sem flores, em vez de algumas folhas primárias com uma flor. Uma dupla mutação de perda de função nos genes Arabidopsis thaliana Early Flowering 3 (elf3) e Cry2 atrasa a floração sob luz contínua e demonstrou acelerá-la durante dias longos e curtos, o que sugere que Arabidopsis CRY2 pode desempenhar um papel na aceleração do tempo de floração durante a luz contínua.

### Fotomorfogênese
Os receptores de criptocromos fazem com que as plantas respondam à luz azul via fotomorfogênese. Eles ajudam a controlar o desenvolvimento de sementes e plântulas, bem como a mudança do estágio de desenvolvimento vegetativo para o de floração. Em Arabidopsis, foi demonstrado que os criptocromos controlam o crescimento das plantas durante condições de luz azul abaixo do ideal.

### Captura de luz
Apesar de muitas pesquisas sobre o tema, a fotorrecepção e fototransdução de criptocromos em Drosophila e Arabidopsis thaliana ainda é pouco compreendida. Os criptocromos são conhecidos por possuírem dois cromóforos: pterina (na forma de ácido 5,10-meteniltetrahidrofólico (MTHF)) e flavina (na forma de FAD). Ambos podem absorver um fóton e, em Arabidopsis, a pterina parece absorver em um comprimento de onda de 380 nm e flavina a 450 nm. Estudos anteriores apoiaram um modelo pelo qual a energia capturada pela pterina é transferida para a flavina. Sob este modelo de fototransdução, o FAD seria então reduzido a FADH, que provavelmente medeia a fosforilação de um determinado domínio no criptocromo. Isso poderia desencadear uma cadeia de transdução de sinal, possivelmente afetando a regulação gênica no núcleo da célula.
Uma nova hipótese propõe que em criptocromos de plantas, a transdução do sinal de luz em um sinal químico que pode ser detectado por moléculas parceiras pode ser desencadeada por uma carga negativa fotoinduzida dentro da proteína―no cofator FAD ou no ácido aspártico vizinho. Essa carga negativa repeliria eletrostaticamente a molécula de ATP ligada à proteína e, portanto, também o domínio C-terminal da proteína, que cobre o bolsão de ligação do ATP antes da absorção do fóton. A mudança resultante na conformação da proteína pode levar à fosforilação de locais de fosforilação anteriormente inacessíveis no terminal C e o dado segmento fosforilado poderia então liberar o fator de transcrição HY5 competindo pelo mesmo local de ligação no regulador negativo da fotomorfogênese COP1.
Um mecanismo diferente pode funcionar em Drosophila. O verdadeiro estado fundamental do cofator flavina em CRY de Drosophila ainda é debatido, com alguns modelos indicando que o FAD está em uma forma oxidada, enquanto outros suportam um modelo no qual o cofator flavina existe na forma radical aniônica 
FAD-•. Recentemente, pesquisadores observaram que o FAD oxidado é facilmente reduzido a 
FAD-• pela luz. Além disso, mutações que bloqueavam a fotorredução não tiveram efeito na degradação induzida pela luz do CRY, enquanto mutações que alteraram a estabilidade do 
FAD-• destruíram a função fotorreceptora do CRY. Essas observações fornecem suporte para um estado fundamental de 
FAD-•. Pesquisadores também propuseram recentemente um modelo no qual 
FAD- é excitado para seu estado dubleto ou quarteto pela absorção de um fóton, que então leva a uma mudança conformacional na proteína CRY.
Nos olhos de esponja, o criptocromo receptivo à luz azul também é expresso. A maioria dos olhos de animais utiliza proteínas opsinas fotossensíveis expressas em neurônios para comunicar informações do ambiente de luz ao sistema nervoso, enquanto as larvas de esponjas usam olhos pigmentados em formato de anel para mediar a natação fototática. No entanto, apesar de possuir muitos outros receptores acoplados à proteína G (GPCRs), o genoma totalmente sequenciado de Amphimedon queenslandica, uma larva de demospôngia, aparentemente não possui um gene para um pigmento opsina sensível à luz, sugerindo que os olhos únicos da esponja podem ter evoluído um novo mecanismo de detecção de luz. Pesquisas usando sondas de RNA indicaram que um dos dois criptocromos, Aq-Cry2, era produzido perto das células oculares simples da esponja. Aq-Cry2 não possui atividade de fotoliase e contém um cofator à base de flavina que responde a comprimentos de onda de luz que também medeiam o comportamento fótico das larvas. Definido como um GPCR do clado de opsina, possui uma lisina de base Shiff conservada que é central para a função da opsina. Como outras esponjas, A. queenslandica não possui sistema nervoso. Isso indica que os olhos de esponja sem opsina utilizam o criptocromo, juntamente com outras proteínas, para direcionar ou agir no comportamento fototático mediado pelo olho.

### Ritmo circadiano
Estudos em animais e plantas sugerem que os criptocromos desempenham um papel fundamental na geração e manutenção dos ritmos circadianos. Da mesma forma, os criptocromos desempenham um papel importante no entrainment dos ritmos circadianos nas plantas. Em Drosophila, o criptocromo (dCRY) atua como um fotorreceptor de luz azul que modula diretamente a entrada de luz no relógio circadiano, enquanto em mamíferos, os criptocromos (CRY1 e CRY2) atuam como repressores de transcrição dentro do relógio circadiano. Alguns insetos, incluindo a borboleta monarca, têm ambas uma versão de criptocromo semelhante a um mamífero e uma versão semelhante a Drosophila, fornecendo evidências de um mecanismo de relógio ancestral envolvendo papéis de detecção de luz e repressão transcricional para o criptocromo.

Mutantes Cry alteraram os ritmos circadianos, mostrando que Cry afeta o marcapasso circadiano. Drosophila com Cry mutado exibe pouca ou nenhuma ciclagem de mRNA. Uma mutação pontual em cryb, que é necessária para a associação de flavina na proteína CRY, resulta em nenhum ciclo de proteína PER ou TIM em DD (constante escuridão) ou LD/CE (ciclo claro-escuro). Além disso, os ratos que carecem de genes Cry1 ou Cry2 exibem períodos de free-running diferencialmente alterados, mas ainda são capazes de fotoarrastamento. No entanto, camundongos que não possuem Cry1 e Cry2 são arrítmicos em CE e DD e sempre têm altos níveis de mRNA Per1. Esses resultados sugerem que os criptocromos desempenham um papel fotorreceptor, além de atuarem como reguladores negativos da expressão do gene Per em camundongos.

#### EmDrosophila
Em Drosophila, o criptocromo funciona como um fotorreceptor de luz azul. A exposição à luz azul induz uma conformação semelhante à do mutante CRY sempre ativo com uma deleção C-terminal (CRYΔ). A meia-vida desta conformação é de 15 minutos no escuro e facilita a ligação de CRY a outros produtos de gene relógio, PER e TIM, de forma dependente da luz. Uma vez ligado pelo dCRY, o dTIM é comprometido com a degradação pelo sistema ubiquitina-proteassoma.
Embora os pulsos de luz não sejam arrastados, os ciclos CE de fotoperíodo completos ainda podem conduzir a ciclagem nos neurônios ventrais-laterais no cérebro de Drosophila. Esses dados, juntamente com outros resultados, sugerem que o CRY é o fotorreceptor autônomo da célula para os relógios corporais em Drosophila e pode desempenhar um papel no arrastamento não paramétrico (arrasto por pulsos de luz discretos e curtos). No entanto, os neurônios laterais recebem informações de luz através da via CRY de luz azul e da via rodopsina. Portanto, o CRY está envolvido na percepção da luz e é uma entrada para o relógio circadiano, porém não é a única entrada para a informação luminosa, pois um ritmo sustentado tem sido demonstrado na ausência da via CRY, no qual se acredita que a rota da rodopsina esteja fornecendo alguma entrada de luz. Recentemente, também foi demonstrado que existe uma resposta à luz mediada por CRY que é independente da interação circadiana clássica CRY-TIM. Acredita-se que este mecanismo requer um mecanismo baseado em redox de flavina que é dependente da condutância do canal de potássio. Esta resposta de luz mediada por CRY demonstrou aumentar o disparo do potencial de ação dentro de segundos de uma resposta de luz em Drosophila nocaute de opsina.
O criptocromo, como muitos genes envolvidos no ritmo circadiano, mostra o ciclo circadiano nos níveis de mRNA e proteína. Em Drosophila, as concentrações de mRNA Cry ciclam sob um ciclo claro-escuro, com altos níveis na luz e baixos níveis no escuro. Essa ciclagem persiste em escuridão constante (dark-dark), mas com amplitude diminuída. A transcrição do gene Cry também cicla com uma tendência semelhante. Os níveis de proteína CRY, no entanto, ciclam de uma maneira diferente da transcrição de Cry e dos níveis de mRNA. No CE, a proteína CRY tem níveis baixos na luz e altos no escuro e, em DD, os níveis de CRY aumentam continuamente ao longo do dia e da noite subjetiva. Assim, a expressão de CRY é regulada pelo relógio no nível transcricional e pela luz no nível translacional e pós-traducional.
A superexpressão de Cry também afeta as respostas à luz circadiana. Em Drosophila, a superexpressão de Cry aumenta a sensibilidade das moscas à luz de baixa intensidade. Essa regulação leve dos níveis de proteína CRY sugere que CRY tem um papel circadiano a montante de outros genes e componentes do relógio.

#### Em mamíferos
O criptocromo é um dos quatro grupos de genes/proteínas de relógio de mamíferos que geram um loop de feedback negativo de tradução de transcrição (TTFL), juntamente com Period (PER), CLOCK e BMAL1. Nessa alça, as proteínas CLOCK e BMAL1 são ativadores da transcrição, que juntas se ligam aos promotores dos genes Cry e Per e ativam sua transcrição. As proteínas CRY e PER então se ligam umas às outras, entram no núcleo e inibem a transcrição ativada por CLOCK-BMAL1.
Em camundongos, a expressão de Cry1 exibe ritmos circadianos no núcleo supraquiasmático, uma região do cérebro envolvida na geração de ritmos circadianos, com os níveis de mRNA atingindo o pico durante a fase clara e atingindo um mínimo no escuro. Essas oscilações diárias de expressão são mantidas em constante escuridão.
Embora CRY tenha sido bem estabelecido como um homólogo de TIM em mamíferos, o papel de CRY como fotorreceptor em mamíferos tem sido controverso. Os primeiros trabalhos indicaram que o CRY tem funções independentes e dependentes da luz. Um estudo em 2000 indicou que camundongos sem rodopsina, mas com criptocromo, ainda respondem à luz; no entanto, em camundongos sem rodopsina ou criptocromo, a transcrição de c-Fos, um mediador da sensibilidade à luz, cai significativamente. Nos últimos anos, os dados apoiaram a melanopsina como o principal fotorreceptor circadiano, em particular as células de melanopsina que medeiam o arrastamento e a comunicação entre o olho e o núcleo supraquiasmático (NSQ). Uma das principais dificuldades em confirmar ou negar o CRY como um fotorreceptor de mamífero é que quando o gene é nocauteado o animal fica arrítmico, por isso é difícil medir sua capacidade como puramente um fotorreceptor. No entanto, alguns estudos recentes indicam que o CRY humano pode mediar a resposta à luz em tecidos periféricos.
O ritmo circadiano normal dos mamíferos depende criticamente da expressão retardada de Cry1 após a ativação do promotor Cry1. Enquanto os ritmos na ativação do promotor Per2 e os níveis de mRNA Per2 têm quase a mesma fase, a produção de mRNA Cry1 é atrasada em aproximadamente quatro horas em relação à ativação do promotor Cry1. Esse atraso é independente dos níveis de CRY1 ou CRY2 e é mediado por uma combinação de elementos E/E'-box e D-box no promotor e elementos de ligação RevErbA/ROR (RREs) no primeiro íntron do gene. A transfecção de células arrítmicas double-knockout Cry1−/− Cry2−/− com apenas o promotor Cry1 (causando expressão constitutiva de Cry1) não é suficiente para resgatar a ritmicidade. A transfecção dessas células com o promotor e o primeiro íntron é necessária para a restauração dos ritmos circadianos nessas células.

### Magnetorrecepção
Magnetorrecepção é um sentido que permite que um organismo detecte um campo magnético para perceber direção, altitude ou localização. Dados experimentais sugerem que os criptocromos nos neurônios fotorreceptores dos olhos das aves estão envolvidos na orientação magnética durante a migração. Acredita-se também que os criptocromos sejam essenciais para a capacidade dependente da luz da Drosophila de detectar campos magnéticos. Campos magnéticos já foram relatados como afetando criptocromos também em plantas Arabidopsis thaliana: o comportamento de crescimento parecia ser afetado por campos magnéticos na presença de luz azul (mas não vermelha). No entanto, esses resultados mais tarde se mostraram irreprodutíveis sob condições estritamente controladas em outro laboratório, sugerindo que os criptocromos de plantas não respondem a campos magnéticos.
O criptocromo forma um par de radicais com spins correlacionados quando expostos à luz azul. Os pares de radicais também podem ser gerados pela reoxidação escura independente da luz do cofator flavina pelo oxigênio molecular através da formação de pares de radicais FADH-superóxido correlacionados com spin. A magnetorrecepção é hipotetizada como funcionando através do efeito do campo magnético circundante na correlação (paralela ou antiparalela) desses radicais, o que afeta o tempo de vida da forma ativada de criptocromo. A ativação do criptocromo pode afetar a sensibilidade à luz dos neurônios retinais, com o resultado geral de que o animal pode sentir o campo magnético. Os criptocromos animais e as fotoliases animais intimamente relacionadas (6-4) contêm uma cadeia mais longa de triptofanos transportadores de elétrons do que outras proteínas da superfamília criptocromo-fotoliase (uma tétrade de triptofano em vez de uma tríade). A cadeia mais longa leva a uma melhor separação e a mais de 1000 vezes mais tempo de vida dos pares de radicais flavina-triptofano fotoinduzidos do que em proteínas com uma tríade de triptofanos. A ausência de recombinação seletiva de spin desses pares de radicais nas escalas de tempo de nanossegundos a microssegundos parece ser incompatível com a sugestão de que a magnetorrecepção por criptocromos eseja baseada na reação direta da luz.